# اسم تاجي حشوي

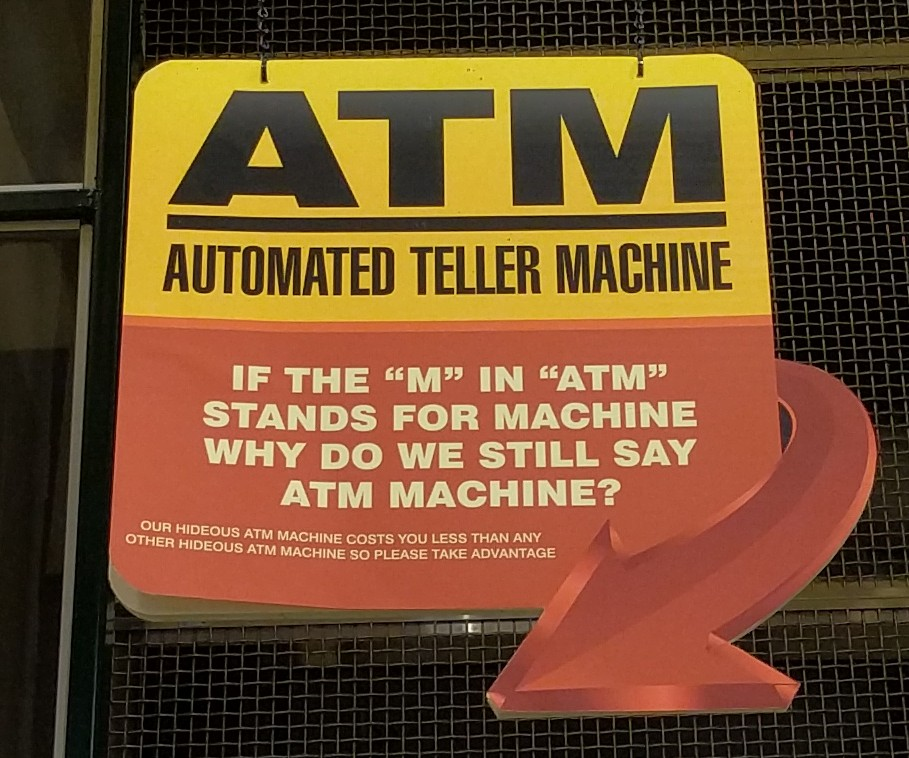

الاسم التاجي الحشوي هو الاسم التاجي الذي يأتي في الغالب مقرونا بكلمة من الكلمات التي يتألف منها أو أكثر. وهو منسوب إلى الحشو بمعنى الزائد من الكلام، ومثله الحاشية أي التعليق والشرح.
العبارة الإنجليزية RAS syndrome مثال لهذا المعنى وكناية عليه، فحرف S في RAS يرمز إلى كلمة Syndrome نفسها.